# Dyskografia Emmy Marrone
Dyskografia Emmy Marrone – włoskiej piosenkarki, składa się z siedmiu albumów studyjnych, jednego albumu koncertowego, jednego minialbumu, jednej kompilacji, pięćdzisięciu jeden singli (w tym dziewięciu z gościnnym udziałem) oraz czterdziestu sześciu teledysków (w tym pięciu z gościnnym udziałem).
Emma Marrone zadebiutowała na rynku fonograficznym w 2010 minialbumem Oltre, który zadebiutował na szczycie listy przebojów we Włoszech, gdzie osiągnął status potrójnej platynowej płyty, sprzedając się w nakładzie przekraczającym 180 000 egzemplarzy. Wydawnictwo promował notowany na 1. pozycji we włoskim zestawieniu utworów oraz 64. miejscu na szwajcarskiej liście przebojów Singles Top 75 oraz singel „Calore”, a także utwory „Un sogno a costo zero” oraz „Sembra strano”. W tym samym roku ukazał się także debiutancki album studyjny piosenkarki A me piace così, który uzyskał status podwójnej platyny za sprzedaż ponad 120 000 egzemplarzy. Z albumu pochodził notowany na 16. miejscu włoskiej listy przebojów singel „Con le nuvole”, uplasowany na 23. pozycji zestawienia utwór „Cullami”, notowany na 28. miejscu listy singel „Io son per te l’amore”, a także wykonywany wspólnie z zespołem Modà singel „Arriverà”, który dotarł na szczyt włoskiego zestawienia przebojów i uzyskał status podwójnej platyny za sprzedaż ponad 60 000 sztuk.
Rok później na rynek trafił drugi album studyjny Sarò libera, któremu przyznano certyfikat potrójnej platyny za sprzedaż ponad 180 000 egzemplarzy. Pierwszym singlem pochodzącym z płyty został utwór „Sarò libera”, posiadający status złotej płyty i notowany na 4. pozycji włoskiej listy przebojów. Na drugi singel wybrano notowany na 42. pozycji listy we Włoszech utwór „Tra passione e lacrime”. Trzecim singlem, dysponującym statusem podwójnie platynowej płyty za sprzedaż ponad 60 000 został „Non è l’inferno” – zwycięski utwór Festiwalu Piosenki Włoskiej 2012 w San Remo, który dotarł na szczyt włoskiego zestawienia i zajął także 19. pozycję na szwajcarskiej liście przebojów. Czwarty singel „Cercavo amore” powtórzył sukces poprzedniego we włoskim zestawieniu, docierając ponadto do 68. pozycji listy Singles Top 75 w Szwajcarii. Na ostatni singel promujący album wybrano notowany na 34. pozycji we Włoszech utwór „Maledetto quel giorno”.
Certyfikat potrójnej platyny za sprzedaż ponad 150 000 egzemplarzy uzyskał trzeci album wokalistki Schiena. Album promowany był platynowymi singlami „Amami”, „Dimentico tutto”, „L’amore non mi basta” oraz złotymi singlami „Trattengo il fiato” i „La mia città”. Ten ostatni dotarł także do 78. pozycji zestawienia najpopularniejszych singli w Austrii i reprezentował Włochy podczas finału 59. Konkursu Piosenki Eurowizji w 2014 roku.
W 2014 roku piosenkarka wydała swój pierwszy album koncertowy E Live, wyróżniony złotym certyfikatem za sprzedaż ponad 15 000 egzemplarzy i promowany notowanym na 16. miejscu włoskiego zestawienia singlem „Resta ancora un po’”, który również uzyskał status złotego za taką samą sprzedaż. 
Rok później do sprzedaży trafił czwarty album studyjny piosenkarki Adesso, który zdobył status podwójnie platynowej płyty za sprzedaż ponad 100 000 sztuk. Album promowały platynowe single „Occhi profondi” i „Arriverà l’amore”, jak również złote single „Io di te non ho paura” oraz „Il paradiso non esiste”. Ostatnim singlem wydawnictwa został utwór „Quando le canzoni finiranno”.
W 2018 roku został wydany piąty album artystki Essere qui, który osiągnął status platynowej płyty za sprzedaż ponad 50 000 egzemplarzy. Wydawnictwo promowały single „L’isola”, „Effetto domino”, „Mi parli piano” oraz „Mondiale”. Album dotarł do 2. miejsca zestawienia najlepiej sprzedających się albumów we Włoszech oraz 16. pozycji szwajcarskiego zestawienia sprzedaży albumów Alben Top 100.
25 października 2019 roku piosenkarka wydała swój szósty album studyjny Fortuna, który wyprodukowali Dardust, Luca Mattioni, Elisa Toffoli oraz Frenetik&Orang3. Miesiąc wcześniej ukazał się pierwszy singel promujący wydawnictwo, zatytułowany „Io sono bella”.

## Albumy studyjne
| Rok  | Dane dot. albumu                                                                                           | Najwyższe pozycje na listach | Najwyższe pozycje na listach | Certyfikat                | Sprzedaż        |
| Rok  | Dane dot. albumu                                                                                           | ITA                          | SWI                          | Certyfikat                | Sprzedaż        |
| ---- | --- | ---------------------------- | ---------------------------- | ------------------------- | --------------- |
| 2010 | A me piace così - Wydany: 19 października 2010 - Wytwórnia: Universal Music - Format: CD, digital download | 2                            | 50                           | - ITA: 2× platynowa płyta | - ITA: 120 000+ |
| 2011 | Sarò libera - Wydany: 20 września 2011 - Wytwórnia: Universal Music - Format: CD, digital download         | 1                            | 43                           | - ITA: 3× platynowa płyta | - ITA: 180 000+ |
| 2013 | Schiena - Wydany: 9 kwietnia 2013 - Wytwórnia: Universal Music - Format: CD, digital download              | 1                            | 25                           | - ITA: 3× platynowa płyta | - ITA: 150 000+ |
| 2015 | Adesso - Wydany: 27 listopada 2015 - Wytwórnia: Universal Music - Format: CD, DVD, digital download        | 2                            | 23                           | - ITA: 2× platynowa płyta | - ITA: 100 000+ |
| 2018 | Essere qui - Wydany: 26 stycznia 2018 - Wytwórnia: Universal Music - Format: CD, digital download          | 2                            | 16                           | - ITA: platynowa płyta    | - ITA: 50 000+  |
| 2019 | Fortuna - Wydany: 25 października 2019 - Wytwórnia: Universal Music - Format: CD, digital download         | 1                            | 35                           | - ITA: złota płyta        | - ITA: 25 000+  |
| 2023 | Souvenir - Wydany: 13 października 2023 - Wytwórnia: Universal Music - Format: CD, digital download        | 1                            | 56                           | - ITA: platynowa płyta    | - ITA: 50 000+  |

## Albumy koncertowe
| Rok  | Dane dot. albumu                                                                                    | Najwyższa pozycja na liście | Certyfikat         | Sprzedaż       |
| Rok  | Dane dot. albumu                                                                                    | ITA                         | Certyfikat         | Sprzedaż       |
| ---- | --------------------------------------------------------------------------------------------------- | --------------------------- | ------------------ | -------------- |
| 2014 | E Live - Wydany: 11 listopada 2014 - Wytwórnia: Universal Music - Format: CD, DVD, digital download | 6                           | - ITA: złota płyta | - ITA: 25 000+ |

## EP
| Rok  | Dane dot. albumu                                                                          | Najwyższe pozycje na listach | Najwyższe pozycje na listach | Certyfikat                | Sprzedaż        |
| Rok  | Dane dot. albumu                                                                          | ITA                          | SWI                          | Certyfikat                | Sprzedaż        |
| ---- | ----------------------------------------------------------------------------------------- | ---------------------------- | ---------------------------- | ------------------------- | --------------- |
| 2010 | Oltre - Wydany: 16 marca 2010 - Wytwórnia: Universal Music - Format: CD, digital download | 1                            | 85                           | - ITA: 3× platynowa płyta | - ITA: 180 000+ |

## Kompilacje
| Rok  | Dane dot. albumu                                                                                 | Najwyższe pozycje na listach | Najwyższe pozycje na listach |
| Rok  | Dane dot. albumu                                                                                 | ITA                          | SWI                          |
| ---- | ------------------------------------------------------------------------------------------------ | ---------------------------- | ---------------------------- |
| 2021 | Best of Me - Wydany: 25 czerwca 2021 - Wytwórnia: Universal Music - Format: CD, digital download | 4                            | 96                           |

## Single
| Rok                                                      | Tytuł                                      | Najwyższe pozycje na listach | Najwyższe pozycje na listach | Najwyższe pozycje na listach | Certyfikat        | Album                                          |
| Rok                                                      | Tytuł                                      | ITA                          | AUT                          | SWI                          | Certyfikat        | Album                                          |
| -------------------------------------------------------- | ------------------------------------------ | ---------------------------- | ---------------------------- | ---------------------------- | ----------------- | ---------------------------------------------- |
| 2010                                                     | „Calore”                                   | 1                            | –                            | 64                           | - ITA: platyna    | Oltre                                          |
| 2010                                                     | „Un sogno a costo zero”                    | –                            | –                            | –                            |                   | Oltre                                          |
| 2010                                                     | „Sembra strano”                            | –                            | –                            | –                            |                   | Oltre                                          |
| 2010                                                     | „Con le nuvole”                            | 16                           | –                            | –                            |                   | A me piace così                                |
| 2010                                                     | „Cullami”                                  | 23                           | –                            | –                            |                   | A me piace così                                |
| 2011                                                     | „Arriverà” (i Modà)                        | 1                            | –                            | –                            | - ITA: 2× platyna | A me piace così                                |
| 2011                                                     | „Io son per te l’amore”                    | 28                           | –                            | –                            |                   | A me piace così                                |
| 2011                                                     | „Sarò libera”                              | 4                            | –                            | –                            | - ITA: złoto      | Sarò libera                                    |
| 2011                                                     | „Tra passione e lacrime”                   | 42                           | –                            | –                            |                   | Sarò libera                                    |
| 2012                                                     | „Non è l’inferno”                          | 1                            | –                            | 19                           | - ITA: 2× platyna | Sarò libera                                    |
| 2012                                                     | „Cercavo amore”                            | 1                            | –                            | 68                           | - ITA: platyna    | Sarò libera                                    |
| 2012                                                     | „Maledetto quel giorno”                    | 34                           | –                            | –                            |                   | Sarò libera                                    |
| 2013                                                     | „Amami”                                    | 3                            | –                            | –                            | - ITA: platyna    | Schiena                                        |
| 2013                                                     | „Dimentico tutto”                          | 12                           | –                            | –                            | - ITA: platyna    | Schiena                                        |
| 2013                                                     | „L’amore non mi basta”                     | 11                           | –                            | –                            | - ITA: platyna    | Schiena                                        |
| 2014                                                     | „Trattengo il fiato”                       | 36                           | –                            | –                            | - ITA: złoto      | Schiena                                        |
| 2014                                                     | „La mia città”                             | 24                           | 71                           | –                            | - ITA: złoto      | Schiena                                        |
| 2014                                                     | „Resta ancora un po’”                      | 16                           | –                            | –                            | - ITA: złoto      | E Live                                         |
| 2015                                                     | „Occhi profondi”                           | 13                           | –                            | –                            | - ITA: 2× platyna | Adesso                                         |
| 2015                                                     | „Arriverà l’amore”                         | 5                            | –                            | –                            | - ITA: platyna    | Adesso                                         |
| 2016                                                     | „Io di te non ho paura”                    | 65                           | –                            | –                            | - ITA: złoto      | Adesso                                         |
| 2016                                                     | „Il paradiso non esiste”                   | –                            | –                            | –                            | - ITA: złoto      | Adesso                                         |
| 2016                                                     | „Quando le canzoni finiranno”              | –                            | –                            | –                            |                   | Adesso                                         |
| 2018                                                     | „L’isola”                                  | 7                            | –                            | –                            |                   | Essere qui                                     |
| 2018                                                     | „Effetto domino”                           | –                            | –                            | –                            |                   | Essere qui                                     |
| 2018                                                     | „Mi parli piano”                           | 46                           | –                            | –                            | - ITA: złoto      | Essere qui                                     |
| 2018                                                     | „Mondiale”                                 | 7                            | –                            | –                            |                   | Essere qui                                     |
| 2019                                                     | „Io sono bella”                            | 33                           | –                            | –                            |                   | Fortuna                                        |
| 2019                                                     | „Stupida allegria”                         | 42                           | –                            | –                            | - ITA: złoto      | Fortuna                                        |
| 2020                                                     | „Luci blu”                                 | –                            | –                            | –                            |                   | Fortuna                                        |
| 2020                                                     | „Latina”                                   | 53                           | –                            | –                            |                   | Fortuna                                        |
| 2021                                                     | „Pezzo di cuore” (i Alessandra Amoroso)    | 2                            | –                            | –                            | - ITA: platyna    | Best of Me                                     |
| 2021                                                     | „Che sogno incredibile” (i Loredana Bertè) | 71                           | –                            | –                            | - ITA: złoto      | Best of Me                                     |
| 2022                                                     | „Ogni volta è così”                        | 13                           | –                            | 96                           | - ITA: platyna    | Sbagliata ascendente leone (ścieżka dźwiękowa) |
| 2023                                                     | „Mezzo mondo”                              | 38                           | –                            | –                            | - ITA: platyna    | Souvenir                                       |
| 2023                                                     | „Taxi sulla Luna” (i Tony Effe)            | 7                            | –                            | –                            | - ITA: 3× platyna | Souvenir                                       |
| 2023                                                     | „Iniziamo dalla fine”                      | 42                           | –                            | –                            | - ITA: złoto      | Souvenir                                       |
| 2023                                                     | „Amore cane” (i Lazza)                     | 23                           | –                            | –                            | - ITA: złoto      | Souvenir                                       |
| 2024                                                     | „Apnea”                                    | 9                            | –                            | 81                           | - ITA: 2× platyna | Souvenir                                       |
| 2024                                                     | „Femme fatale”                             | 53                           | –                            | –                            | - ITA: złoto      | Souvenir                                       |
| 2024                                                     | „Ho voglia di te” (i Jvli oraz Olly)       | 20                           | –                            | –                            | - ITA: złoto      | –                                              |
| 2024                                                     | „Hangover” (i Baby Gang)                   | 68                           | –                            | –                            |                   | Souvenir                                       |
| „–” oznacza, że singel nie był notowany na danej liście. |                                            |                              |                              |                              |                   |                                                |

### Z gościnnym udziałem
| Rok                                                     | Tytuł | Najwyższa pozycja na liście | Certyfikat     | Sprzedaż       | Album                      |
| Rok                                                     | Tytuł | ITA                         | Certyfikat     | Sprzedaż       | Album                      |
| ------------------------------------------------------- | --- | --------------------------- | -------------- | -------------- | -------------------------- |
| 2014                                                    | „Hombre de tu vida” (David Bisbal, gościnnie: Emma)                                                               | –                           |                |                | Tú y yo                    |
| 2014                                                    | „Come in un film” (Modà, gościnnie: Emma)                                                                         | 93                          |                |                | 2004–2014 – L’originale    |
| 2015                                                    | „Ora o mai più” (Don Joe, gościnnie: Emma)                                                                        | 68                          |                |                | Ora o mai più              |
| 2015                                                    | „La signora del quinto piano #1522” (Carmen Consoli, gościnnie: Emma, Elisa, Irene Grandi, Nada i Gianna Nannini) | –                           |                |                | L’Abitudine di tornare     |
| 2016                                                    | „Libre” (Álvaro Soler, gościnnie: Emma)                                                                           | 26                          | - ITA: platyna | - ITA: 50 000+ | Eterno agosto              |
| 2019                                                    | „Love Is Madness” (30 Seconds to Mars, gościnnie: Emma)                                                           | –                           |                |                | –                          |
| 2020                                                    | „C’hai ragione tu” (Gianni Bismark, gościnnie: Emma)                                                              | –                           |                |                | Nati diversi – Ultima cena |
| 2020                                                    | „Have Yourself a Merry Little Christmas” (Antonino Spadaccino, gościnnie: Emma)                                   | –                           |                |                | Christmas                  |
| 2024                                                    | „In Italia 2024” (Fabri Fibra, gościnnie: Emma, Baby Gang)                                                        | 16                          | - ITA: platyna | - ITA: 50 000+ | –                          |
| „–” oznacza, że utwór nie był notowany na danej liście. | |                             |                |                |                            |

### Inne notowane utwory
| Rok  | Tytuł                          | Najwyższe pozycje na liście | Album      |
| Rok  | Tytuł                          | ITA                         | Album      |
| ---- | ------------------------------ | --------------------------- | ---------- |
| 2010 | „Meravigliosa”                 | 9                           | Oltre      |
| 2012 | „Bella senz’anima”             | 19                          | –          |
| 2013 | „Schiena”                      | 48                          | Schiena    |
| 2015 | „Adesso (ti voglio bene)”      | 66                          | Adesso     |
| 2018 | „Incredibile voglia di niente” | 95                          | Essere qui |

## Soundtracki
| Rok  | Film               | Utwór                         |
| ---- | ------------------ | ----------------------------- |
| 2012 | Benvenuti al Nord  | „Maledetto quel giorno”       |
| 2012 | Benvenuti al Nord  | „Nel blu dipinto di blu”      |
| 2013 | Salvo. Ocalony     | „Arriverà” (i Modà)           |
| 2014 | Braccialetti rossi | „Acqua e ghiaccio”            |
| 2016 | La cena di Natale  | „Quando le canzoni finiranno” |

## Albumy DVD
| Rok  | Dane dot. albumu                                                                 | Uwagi |
| ---- | -------------------------------------------------------------------------------- | --- |
| 2015 | Trepuntozero - Wydany: 10 lutego 2015 - Wytwórnia: Universal Music - Format: DVD | - Limitowana edycja wydawnictwa zawierającego występ wokalistki na Mediolanum Forum w Assago z 24 listopada 2014. - Album stanowił załącznik do magazynu „TV Sorrisi e Canzoni”, sprzedawano go do 31 marca 2015. |

## Teledyski
| Rok                  | Tytuł                         | Reżyseria                            |
| -------------------- | ----------------------------- | ------------------------------------ |
| 2010                 | „Calore”                      | Gaetano Morbioli                     |
| 2010                 | „Un sogno a costo zero”       | Roberto „Saku” Cinardi               |
| 2010                 | „Sembra strano”               | –                                    |
| 2010                 | „Con le nuvole”               | Roberto „Saku” Cinardi               |
| 2010                 | „Cullami”                     | Gaetano Morbioli                     |
| 2011                 | „Arriverà”                    | Gaetano Morbioli                     |
| 2011                 | „Io son per te l’amore”       | Marco Salom                          |
| 2011                 | „Sarò libera”                 | Alberto Puliafito                    |
| 2011                 | „Tra passione e lacrime”      | Marco Salom                          |
| 2012                 | „Non è l’inferno”             | Marco Salom                          |
| 2012                 | „Cercavo amore”               | Marco Salom                          |
| 2012                 | „Maledetto quel giorno”       | –                                    |
| 2013                 | „Amami”                       | Ludovico Galletti, Sami Schinaia     |
| 2013                 | „Dimentico tutto”             | Luca Tartaglia                       |
| 2013                 | „L’amore non mi basta”        | Luca Tartaglia                       |
| 2014                 | „Trattengo il fiato”          | Marco Salom                          |
| 2014                 | „La mia città”                | Leandro Manuel Emede, Nicolò Cerioni |
| 2014                 | „Resta ancora un po’”         | Leandro Manuel Emede, Nicolò Cerioni |
| 2015                 | „Occhi profondi”              | Luigi Antonini, Giuliano Peparini    |
| 2015                 | „Arriverà l’amore”            | Luisa Carcavale, Alessandro Guida    |
| 2016                 | „Io di te non ho paura”       | Luisa Carcavale                      |
| 2016                 | „Il paradiso non esiste”      | Luisa Carcavale                      |
| 2016                 | „Quando le canzoni finiranno” | Marco Ponti                          |
| 2018                 | „L’isola”                     | Lukasz Pruchnik                      |
| 2018                 | „Effetto domino”              | Paolo Stella, Alex Grazioli          |
| 2018                 | „Mi parli piano”              | Paolo Stella                         |
| 2018                 | „Mondiale”                    | Antonio Usbergo, Niccolò Celaia      |
| 2019                 | „Io sono bella”               | Paolo Mannarino                      |
| 2019                 | „Stupida allegria”            | Attilio Cusani                       |
| 2020                 | „Luci blu”                    | Paolo Mannarino                      |
| 2020                 | „Latina”                      | Lorenzo Silvestri, Andrea Santaterra |
| 2021                 | „Pezzo di cuore”              | Lorenzo Silvestri, Andrea Santaterra |
| 2021                 | „Che sogno incredibile”       | Lorenzo Silvestri, Andrea Santaterra |
| 2022                 | „Ogni volta è così”           | Lorenzo Silvestri, Andrea Santaterra |
| 2023                 | „Mezzo mondo”                 | Asia J. Lanni, Nicola Bussei         |
| 2023                 | „Taxi sulla Luna”             | Late Milk                            |
| 2023                 | „Iniziamo dalla fine”         | Pierfrancesco Carta                  |
| 2024                 | „Apnea”                       | Bogdan "Chilldays" Plakov            |
| 2024                 | „Femme fatale”                | Giulio Rosati                        |
| 2024                 | „Ho voglia di te”             | Amedeo Zancanella                    |
| 2024                 | „Hangover”                    | Piersilvio Bisogno                   |
| Z gościnnym udziałem |                               |                                      |
| 2014                 | „Come in un film”             | Gaetano Morbioli                     |
| 2015                 | „Ora o mai più”               | Fabrizio Conte                       |
| 2016                 | „Libre”                       | Gaetano Morbioli                     |
| 2020                 | „C’hai ragione tu”            | Lorenzo Silvestri, Andrea Santaterra |
| 2024                 | „In Italia 2024”              | Cosimo Alemà                         |